# Hans von Götz-Hünerbein
Hans von Götz-Hünerbein (* 3. April 1832 in Hohenbocka im Kreis Hoyerswerda; † 2. Mai 1883 ebenda) war ein deutscher Verwaltungsbeamter und Rittergutsbesitzer.

## Leben

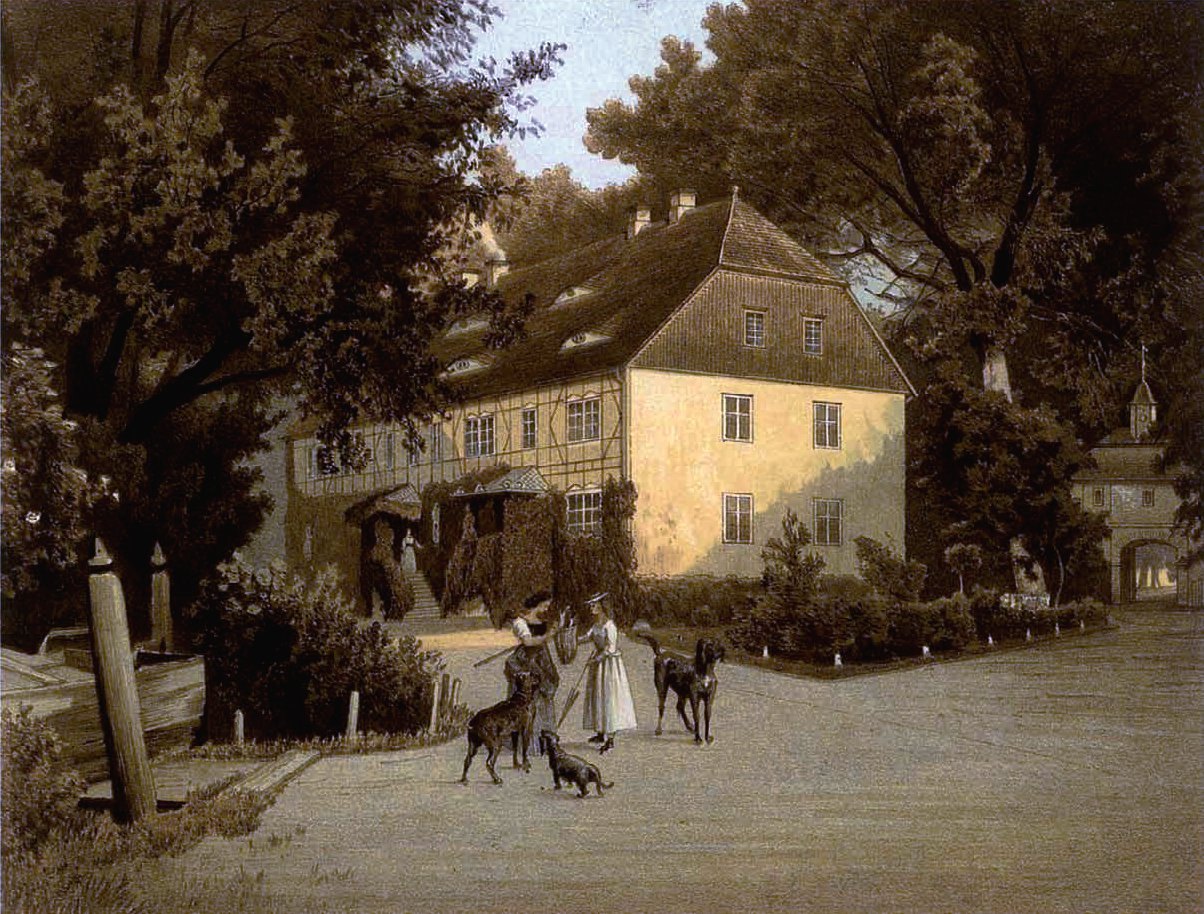
Herrenhaus Hohenbocka um 1860, Sammlung Alexander Duncker

Hans von Götz war der Sohn des Hohenbockaer Rittergutsbesitzers Adolf von Götz (1789–1855) und dessen Gemahlin Agathe Beate von Reitzenstein (1799–1866). Er studierte an der Schlesischen Friedrich-Wilhelms-Universität und der Ruprecht-Karls-Universität Heidelberg. 1853 wurde er Mitglied des Corps Marchia Breslau. Nach dem Studium trat er in den preußischen Staatsdienst.
Am 23. November 1861 wurde er 1862 Landrat des Kreises Hoyerswerda. Das Amt hatte er bis 1881 inne, unterbrochen von einer interimistischen Vertretung 1868 durch Carl Gemander. Hans von Götz erwarb 1866 von seinen Geschwistern die Herrschaft Schloss Hohenbocka mit Peikwitz mit einem Gesamtareal von 7000 Morgen.
1862 heiratete er in Liegnitz Toska Gräfin von Zedlitz und Trützschler, sie hatten drei Kinder. Erbe der 1651 ha wurde der älteste Sohn Hans Adolf Moritz von Götz.